# Ilias

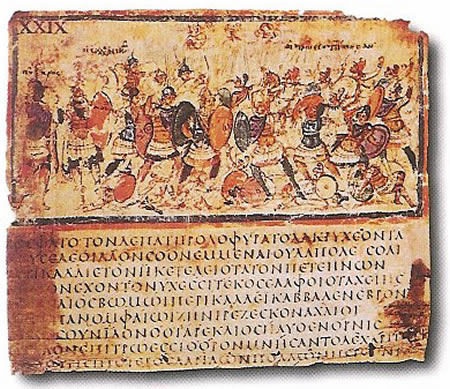
Ilias VIII, 245-253 in de Ilias Ambrosiana (rond 500)

De Ilias (Oudgrieks: Ἰλιάς) is een vroeg-Grieks epos dat toegeschreven wordt aan de dichter Homeros, hoewel geleerden het erover eens zijn dat deze vorm van poëzie waarschijnlijk eerst mondeling overgedragen werd en pas later op schrift gesteld. De titel is ontleend aan Ilios of Ilion (Ἴλιον), de oude, Griekse naam voor Troje, een stad gesitueerd in Klein-Azië aan de noordwestkust van Anatolië.

## Achtergrond
De Ilias vertelt over de wrok van Achilles en beschrijft slechts een korte episode van het einde van de Trojaanse Oorlog, die volgens de overlevering tien jaar geduurd heeft. Het is dan ook een misvatting te denken dat de Ilias de gehele Trojaanse Oorlog beschrijft. Uiteindelijk nemen de Grieken de stad Troje met behulp van het Paard van Troje in. Hierover vertelt de Ilias niets, wel de Odyssee. De Romeinse dichter Vergilius beschrijft het verhaal van het Trojaanse paard.
De Ilias is onderverdeeld in 24 boeken die genummerd zijn volgens de letters van het Griekse alfabet van Alfa tot Omega (hoofdletters). Elk boek bestaat uit gemiddeld 800 verzen. De taal is Ionisch en onderscheidt zich van het latere Attisch in zowel woordenschat als in morfologie. Homeros gebruikte veel uitgebreide, tot de verbeelding sprekende vergelijkingen (later de Homerische vergelijking genoemd). Het gaat in oorsprong om een orale traditie.
Het is geschreven in dactylische hexameters en het begint met de woorden:

Μῆνιν ἄειδε, θεά, Πηληιάδεω Ἀχιλῆος(Bezing de wrok, godin, van Peleus' zoon Achilleus)
— Ilias, boek I, versregel 1

Er is een tweede epos dat op de Ilias volgt en ook aan Homeros wordt toegeschreven: de Odyssee. Dit verhaalt de tienjarige zwerftocht van de Griekse held Odysseus, in zijn poging om naar huis terug te keren. Omdat de god van de zee Poseidon wrok tegen hem koestert, wil dat maar niet lukken en vaart Odysseus tien jaar rond, waarin hij allerlei obstakels tegenkomt, vooraleer hij zijn thuiseiland Ithaka kan bereiken.

## Thema
Het voornaamste thema van het boek is de 'wrok van Achilles'. Deze heeft namelijk een meisje, Briseïs, als krijgsbuit opgeëist. Agamemnon gebood echter dat hij afstand van haar moest doen, omdat deze zijn eigen oorlogsbuit, Chryseïs, heeft moeten opgeven om de pesterijen van Apollo te doen ophouden. Achilles is zo woedend, dat hij zich afzondert en weigert nog verder mee te strijden in de oorlog. Achilles blijft gedurende het grootste deel van het boek buiten beeld, terwijl de gevechten verdergaan en de Grieken in een benarde situatie terechtkomen. Pas naar het einde toe, nadat Achilles verneemt dat zijn vriend (mogelijk geliefde) Patroklos is gedood door de Trojaan Hektor en hij daardoor zwaar aangegrepen wordt, is hij weer vastberaden zich opnieuw in de oorlog te mengen en te vechten om wraak te nemen op Hektor voor de dood van zijn vriend. Hierdoor konden  de Grieken uiteindelijk de overwinning behalen.
Deze overwinning wordt zelf niet beschreven, maar door de voorspellingen van goden en strijders is bekend wat het lot is van alle protagonisten in het verhaal en hoe de strijd zal eindigen. Het boek eindigt wanneer Achilles van zijn wrok verlost is dankzij Hektors dood.

## Hoofdrolspelers (mensen en goden)

### Griekse kamp
Mensen
- Achilles, zoon van zeenimf Thetis en de Thessalische koning Peleus
- Patroklos, strijdmakker, geliefde van Achilles
- Menelaos, Griekse vorst van Sparta, wiens vrouw Helena door de Trojaan Paris met hulp van de godin Aphrodite geschaakt werd, hetgeen de aanleiding voor de oorlog is geweest
- Agamemnon, Griekse vorst van Mycene, broer van Menelaos en aanvoerder van de Grieken
- Odysseus, Griekse vorst van Ithaka, die tegen zijn wil ten strijde is getrokken, volgens het boek de sluwste van hen (bedacht later de list met het paard) - Het boek de Odyssee van Homeros vertelt over zijn 10-jarige zwerftocht na de Trojaanse Oorlog
- Ajax, Griekse vorst, zeer heldhaftig, zoon van Telamon, ook wel de Grote Ajax genoemd, niet verwarren met de Kleine Ajax, zoon van Oileus
- Nestor, Griekse vorst, de oudste van allemaal
- Diomedes, Griekse vorst
- Kalchas, ziener van de Grieken

Goden
- Zeus, oppergod, god van de donder en bliksem
- Thetis, zeegodin en moeder van Achilles
- Pallas Athena, dochter van Zeus en godin van de wijsheid, beschermer van o.a. Odysseus
- Hera, vrouw van Zeus, steunt de Grieken samen met Athena uit wrok tegen Paris, die Aphrodite tot mooiste godin heeft uitgeroepen
- Hephaestus, god van vuur, smederijen en handwerk, die Achilles' nieuwe wapenrusting maakte
- Poseidon, god van de zee

### Trojaanse kamp
Mensen
- Hektor, de belangrijkste Trojaanse held
- Priamos, vader van Hektor en heerser over Troje
- Andromache, vrouw van Hektor
- Paris, zoon van Priamos, die de aanleiding is tot de strijd door Helena te schaken.
- Aeneas, strijder voor Troje, die de overlevenden mee zou voeren en wiens nageslacht Rome zou stichten (zie de Aeneis)
- Astyanax, de zoon van Hektor en Andromache.
- Sarpedon, zoon van Zeus, die de list van Patroklos en Achilles doorheeft
- Pandaros, degene die het vredesverdrag verbrak door een pijl op Menelaos af te schieten

Goden
- Zeus, oppergod, god van de donder en bliksem
- Aphrodite, godin van de liefde
- Ares, god van de oorlog, tegenstrever van Pallas Athene
- Apollo, lichtgod en beschermgod van Troje

Alleen de voor het verhaal belangrijkste goden zijn vermeld en aan welke kant zij streden. Aan wiens kant Zeus nu werkelijk streed is niet duidelijk, want in de Ilias zelf stond hij aan de kant van de Trojanen. Aan welke kant hij stond over de gehele oorlog zelf kan niet uit de Ilias worden afgeleid.

## Onderverdeling in boeken
Deze is pas later ontstaan en niet onomstreden. Hieronder volgt een aanduiding van de inhoud.
1. Pest, twist, en wrok
2. De proef - Opsomming van de strijdkrachten
3. Het tweegevecht tussen Menelaos en Paris
4. Pandaros schendt het verdrag
5. Heldendaden van Diomedes
6. Diomedes en Glaukos - Hektor neemt afscheid van Andromache
7. De tweestrijd tussen Ajax en Hektor - De bouw van de wal
8. De Trojanen bereiken de wal
9. Het gezantschap naar Achilles
10. Diomedes en Odysseus op nachtelijke sluiptocht
11. Heldendaden van Agamemnon
12. De strijd bij de wal
13. De strijd bij de schepen
14. Zeus door Hera misleid
15. De strijd in het scheepskamp
16. De dood van Patroklos
17. De strijd om het lijk van Patroklos
18. Het schild van Achilles
19. De verzoening
20. Goden tegen goden
21. Het gevecht bij de rivier
22. Hektors dood
23. De lijkspelen voor Patroklos
24. De begrafenis van Hektor

## Uitgebreide samenvatting

### Achtergrond
Het verhaal van de Ilias speelt zich af rond het jaar 1240 v.Chr. De oude stad Troje, in het huidige Turkije, wordt belegerd door voorouders van de Grieken, de Achaeërs.
Met ca. duizend schepen zijn de Grieken komen aanvaren om Helena, de vrouw van de Griekse vorst Menelaos terug naar huis te halen. Zij werd ontvoerd door Paris, zoon van de Trojaanse koning Priamos, die daarvoor hulp kreeg van Aphrodite naar aanleiding van de twistappel, opgeworpen door Eris op het huwelijk van Peleus en Thetis.
Na deze ontvoering zijn alle Griekse vorsten samengekomen om op te komen tegen Troje. Agamemnon, de broer van Menelaos, werd als leider gekozen.

### Twist om Chryseïs
De Ilias begint met de aanhef, waarin Homerus vraagt om de goddelijke inspiratie van de muze, om te kunnen zingen over de wrok van Achilles.
Het verhaal begint op het moment dat Apollo's priester Chryses, naar Agamemnon gaat om zijn dochter Chryseïs terug te halen. Dit meisje was door de Grieken als oorlogsbuit meegenomen en aan Agamemnon toegewezen. Agamemnon weigert echter, en Chryses gaat weg, treurend om zijn dochter, en smeekt Apollo om hem te helpen zijn dochter terug te krijgen. Apollo verhoort zijn smeekbede en begint met pestpijlen af te vuren op het Griekse kamp.
Kalchas, een waarzegger, vertelt de Grieken dat zij Chryseïs zullen moeten teruggeven vooraleer Apollo zich zal terugtrekken. In een vergadering in het kamp stelt Achilles voor dat Agamemnon het meisje maar moet teruggeven. Agamemnon pikt dit niet, en eist in ruil voor het opgeven van Chryseïs de krijgsbuit van Achilles op, Briseïs. Odysseus brengt Chryseïs terug naar haar vader, en Briseïs wordt uit Achilles' tent gehaald en aan Agamemnon overgedragen.
Achilles is woedend en zondert zich af. Hij weigert nog verder mee te vechten aan de zijde van de Grieken en gaat wenend op een rots zitten. Dan wil zijn moeder, de zeegodin Thetis, hem troosten. Achilles vraagt haar hem te helpen wraak te nemen, waarop zij Zeus om hulp vraagt. Zeus belooft haar dat de Grieken niet zullen overwinnen, totdat ze tot inkeer komen en Achilles zullen eren. Wanneer Hera, Zeus' echtgenote en voorstander van de Grieken, dit hoort, wordt ze woedend. Het gevolg is een echtelijke ruzie, die wordt gesust door Hephaistos.

### Verbroken wapenstilstand

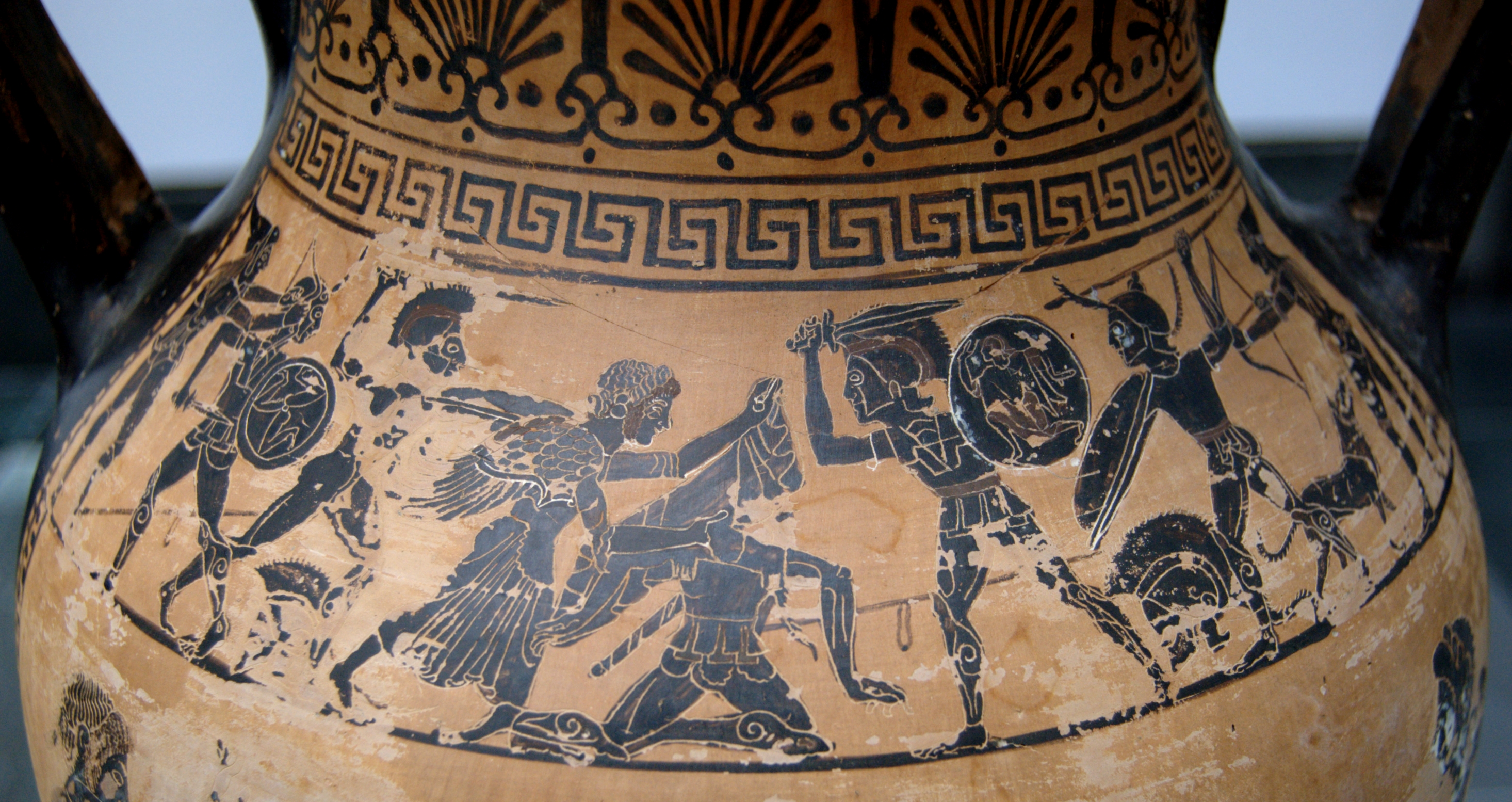
Aphrodite redt haar zoon Aeneas die gewond is geraakt, amphora in het Martin-von-Wagner-Museum

Intussen hebben de Grieken steeds minder zin om nog verder te vechten. Agamemnons voorstel om naar huis te keren wordt enthousiast onthaald, maar op verzoek van Athena, die op haar beurt door Hera gezonden was, slaagt Odysseus erin de Grieken toch nog aan te moedigen om verder te strijden.
Wanneer er dan toch een wapenstilstand tot stand komt, gaan de twee mannen die allebei Helena thuis willen, strijden. Menelaos vecht tegen Paris om zijn vrouw terug te krijgen. Menelaos wint, maar dankzij de godin van de liefde Aphrodite overleeft Paris het gevecht doordat ze hem helpt, zoals ze beloofd had, en ze brengt hem terug naar Troje. Helena, aangespoord door Iris, vertelt intussen aan de Trojaanse koning Priamus wie de gevaarlijkste mannen zijn van het Griekse leger.
De wapenstilstand wordt verbroken door de Trojaan Pandaros, die op bevel van Athena een pijl afschiet naar Menelaos en deze verwondt; de oorlog barst weer in volle hevigheid los. Ook Ares mengt zich nu in de strijd, en kiest de kant van de Trojanen. De Grieken staan op een gegeven ogenblik op het punt om Troje binnen te dringen, maar het lukt hun niet. De goden verlaten het strijdtoneel even, terwijl de Grieken aan de winnende hand zijn. Hektor, de broer van Paris, neemt op de muren van Troje afscheid van zijn vrouw Andromache en hun zoontje Astyanax, alhoewel hij pas dagen later door Achilles wordt gedood.
Na maandenlang strijden, gunnen de partijen elkaar een korte wapenstilstand om de overledenen eervol te kunnen begraven.
De oppergod Zeus laat in een godenvergadering weten dat hij niet meer wil dat de goden zich met deze oorlog bemoeien. Hij geeft enkel af en toe de Trojanen een steuntje in de rug, al dan niet door een andere god het bevel te geven de Trojanen te helpen. De Trojanen dringen de Grieken terug tot hun kampen en kunnen buiten hun stadsmuren overnachten; dit geeft de Trojanen weer zelfvertrouwen. Bij de Grieken is het zelfvertrouwen intussen zoek. Agamemnon wil het er weer bij laten zitten, maar krijgt daarvoor berispingen van Diomedes en Nestor. Ze proberen Achilles terug te halen: Agamemnon biedt geschenken, Briseïs en de hand van zijn dochter aan, maar Achilles blijft bij zijn besluit.

### Grieken slaan terug
De Grieken laten zich echter niet uit het veld slaan. Op een avond besluiten Odysseus en Diomedes stiekem het kamp van de Trojanen binnen te dringen. Het wordt een succes: ze nemen een Trojaanse spion, Dolon, gevangen en plunderen het kamp van de Thraciërs, die van plan waren om de Trojanen te helpen tegen de Grieken.
Zeus laat Eris de strijdlust opnieuw aanwakkeren, en de strijd begint weer. De Grieken wapenen zich weer en trekken op tegen Troje. Agamemnon raakt net als Diomedes, Odysseus en Menelaos gewond bij de gevechten. Achilles vraagt zijn beste vriend Patroklos om bij Nestor naar de gewonden te informeren. Nestor adviseert Patroklos om het leger van Achilles, de Myrmidonen, zelf aan te voeren.
De strijd om de muur van de Grieken, die ze ondertussen hebben gebouwd rond hun scheepskamp, is begonnen. De Trojanen weten binnen te dringen onder leiding van Hektor. Door onoplettendheid van Zeus, die zich heeft afgewend van het strijdtoneel, krijgt Poseidon, de god van zeeën en rivieren en iemand die medelijden had met de Grieken, de kans om hun opnieuw moed in te spreken. Hierdoor worden de Trojanen teruggedrongen. Zeus krijgt geen kans om Poseidon te straffen, want Poseidon heeft de steun van Hera en weet met hulp van Hypnos, de god van de slaap, Zeus in de armen van Hera te laten inslapen. Zolang Zeus slaapt, leidt Poseidon de Grieken en die zorgen ervoor dat de Trojanen vluchten. In een strijd raakt Hektor gewond, maar op dat moment ontwaakt Zeus uit zijn slaap, herstelt de orde, beveelt de goden opnieuw zich terug te trekken en laat Apollo Hektor moed inspreken.

### Hektor doodt Patroklos
Achilles geeft zijn goede vriend Patroklos toestemming om het leger van de Myrmidonen aan te voeren. Hij krijgt de uitrusting van Achilles mee en gaat op pad. De overmoedige Patroklos vecht tegen de Trojanen tot aan de muren van Troje. Hij bestormt de Trojaanse muren drie keer, maar wordt telkens door Apollo teruggedreven. Intussen mengt Apollo zich in de strijd; hij naderde Patroklos (terwijl hij onzichtbaar was) langs achter en sloeg hem zijn helm af, brak zijn lans, smeet zijn schild op de grond en ontgespte zijn pantser. Toen trof ene Euphorbos hem tussen de schouders met zijn lans, maar hij durfde Achilles' sterke kameraad niet doden. Hektor wist dus heel goed dat het Patroklos was die naakt en gewond voor hem lag, en hij doorboorde hem met zijn lans van onderen in de buik. Voor dit alles had Patroklos Kebriones, de wagenmenner en halfbroer van Hektor, gedood met een steen. Hektor was woest en daarom doodde hij hem op zo'n oneervolle manier.
Menelaos, de broer van Agamemnon, vecht om het lijk van Patroklos te kunnen houden, maar kan niet voorkomen dat Hektor de uitrusting van Achilles meeneemt. Hij trekt deze aan, terwijl de strijd om het lijk voortduurt. Zeus laat de Trojanen deze slag winnen, maar het lijk blijft in handen van de Grieken en wordt weggedragen. Ondertussen instrueert Menelaos Antilochos om Achilles het overlijden van zijn beste vriend te melden.

### Achilles wreekt Patroklos en doodt Hektor
Achilles is bedroefd en tegelijk woedend als hij hoort dat hij zijn geliefde verloren heeft. Nu is hij vastberaden zich opnieuw in de oorlog te mengen. Zijn moeder Thetis beweent hem, en is bang dat de oorlog een slechte afloop zal hebben door Achilles' wraakzucht. Toch laat ze Hephaistos een nieuwe wapenuitrusting voor hem smeden. Achilles keert terug naar het Griekse kamp. Hektor probeert intussen het lijk van Patroklos opnieuw te bemachtigen, maar de aanblik van Achilles doet hem opschrikken. Patroklos' lijk wordt geborgen, en Achilles krijgt de tijd om hem te bewenen.
Nadat hij zijn nieuwe wapenuitrusting heeft gekregen en aangetrokken, roept hij het leger bijeen en gaat naar Agamemnon om zich te verzoenen. Agamemnon geeft hem daarbij een aantal geschenken, waaronder ook Briseïs, terug. De Grieken wapenen zich. Een van Achilles' paarden, Xanthus, voorspelt hem zijn dood.
Zeus staat weer toe dat de goden deelnemen aan de oorlog. Achilles doodt vele Trojanen, waaronder de broer van Hektor, Polydoros. Ook probeert hij Hektor te doden, maar die wordt gered door Apollo. Achilles slaagt erin de helft van de vluchtende Trojanen in de richting van de rivier de Skamandros te drijven. De riviergod Skamandros echter is hiermee niet tevreden en gaat zijn beklag doen bij Apollo. Skamandros drijft vervolgens Achilles in het nauw, maar diens weeklachten worden gehoord door Poseidon en Athena. Skamandros roept de rivier de Simoeis te hulp, maar op bevel van Athena verdampt Hephaistos de rivier.
Achilles hervat zijn gevecht met de Trojanen, maar wordt in een duel misleid door Apollo, die de plaats inneemt van een Trojaanse soldaat. Zo kunnen de Trojanen zich weer veilig binnen de muren van Troje terugtrekken. Hektor blijft als enige buiten, ondanks de waarschuwingen van zijn vader Priamus en zijn moeder Hekabe.
Hektor en Achilles gaan een duel aan, waarbij Achilles Hektor opjaagt en hem driemaal rond Troje doet lopen. Intussen beraadslagen de goden over Hektors lot, maar uiteindelijk beslist Zeus in het voordeel van Achilles. Deze slaagt er met behulp van Athena in Hektor dodelijk te verwonden. In zijn doodsstrijd vraagt Hektor om zijn lijk aan zijn ouders terug te geven, en hij voorspelt ook de dood van Achilles. Achilles weigert echter zijn verzoek en na zijn dood ontdoet Achilles Hektor van zijn wapenuitrusting en sleept hem achter zijn wagen terug naar het kamp van de Grieken. Hekabe ziet nog juist hoe haar zoon wordt weggetrokken.
Hektor wordt in het Griekse kamp een aantal maal rond Patroklos' lijk gesleept en vervolgens nog mishandeld. De dag daarna wordt het lichaam van Patroklos gecremeerd en voor de beenderen wordt uiteindelijk een grafheuvel opgeworpen. Er worden ook lijkspelen georganiseerd, met onder meer wagenrennen, boksen en speerwerpen.

### Priamos haalt Hektors lijk op
Intussen overleggen de goden wat er moet gebeuren met Hektors lijk. Uiteindelijk vraagt Zeus aan Thetis om Achilles te overtuigen Hektors lijk aan de Trojanen terug te geven.
Koning Priamos laadt een wagen vol geschenken, waarmee hij vertrekt naar het kamp van de Grieken om het lijk van zijn zoon terug te halen. Onderweg komt hij de god Hermes tegen, die vermomd is als Myrmidoon, en hem begeleidt naar de tent van Achilles. Daar maakt hij zijn ware identiteit pas bekend. Priamos gaat Achilles' tent binnen en smeekt om het lijk van Hektor. Achilles toont medelijden en de losprijs wordt afgesproken. Achilles laat het lijk verzorgen en geeft het terug aan de Trojaanse koning. Ook belooft Achilles een wapenstilstand zolang de begrafenisplechtigheden duren.
Hermes leidt Priamos opnieuw het kamp uit. Aangekomen in de stad wordt Hektor door alle Trojanen beweend. De Ilias eindigt met de begrafenisplechtigheid van Hektor.

## Nederlandse vertalingen en bewerkingen

### Vertalingen
- Jan Hendrik Glazemaker (1654, 1658). Eerste volledige vertaling, via het Latijn. In proza.

- Coenraad Droste (1721). De eerste complete vertaling uit het Grieks. Het was een berijmde versie in alexandrijnen.
- Jan van 's Gravenweert (1819). Berijmde alexandrijnen.
- Gerardus Dorn Seiffen (1855). Vertaling in hexameters.
- Carel Vosmaer (1880). De Ilias van Homeros; Leiden, Sijthoff. Vertaling in hexameters.
- Willem Gerard van der Weerd (1904). Prozavertaling.
- Dr. Aegidius W. Timmerman (1931); tweede, verbeterde druk 1948. Homerus, Ilias. Metrische vertaling in hexameters.
- M.A. Schwartz (1955). Homerus, Ilias. Vaak herdrukte prozavertaling. De vertaling wordt ook wel omschreven als 'ritmisch proza'.
- Frans van Oldenburg Ermke (1959). Homeros: Ilias en Odyssea, een tekstgetrouwe weergave. Prozavertaling. Kempische Boekhandel.
- Jan van Gelder (1962). Homerus, De Wil van Zeus : Homerus' Ilias. Uitgeverij Bert Bakker, Amsterdam. Prozavertaling.
- H.J. de Roy van Zuydewijn (1980). Ilias, De wrok van Achilles. Ingeleid en vertaald in Nederlandse Hexameters. ISBN 90-295-2058-2
- Patrick Lateur (2010). Homeros, Ilias, Wrok in Troje. Vertaald in vijfvoetige jamben. Athenaeum - Polak & Van Gennep, Amsterdam. ISBN 978 90 253 6732 9. Bekroond met de Vlaamse Cultuurprijs Letteren 2013.
- Imme Dros (2015). Ilias, metrisch vertaald. Van Oorschot, Amsterdam. ISBN 902 82 6107 9

### Gedeeltelijke vertalingen
- Karel van Mander (1611). Eerste gedeeltelijke vertaling in het Nederlands, via het Frans. Boek 1-12, in elflettergrepige verzen.
- Karel van de Woestijne (1910). Proza-bewerking.
- P.C. Boutens (1939). Vertaling van boek 1-14 in hexameters.
- Wolter Everard Johan Kuiper (1949). Gedeeltelijke vertaling in hexameters.

### Bewerkingen
- Theodorus Schrevelius (titelblad:1635, voorwoord jan. 1636): Stateneditie Homerus' Ilias boek 1, 5 en 9;
- Colleen McCullough (1998). Het lied van Troje, een moderne hervertelling. De Boekerij, 1998; Amsterdam, vertaling: E. van Rijsewijk (Origineel: The Song of Troy, Orion, 1998)
- Imme Dros (1999). Ilios : het verhaal van de Trojaanse oorlog; De Zilveren Zoen in 2000 voor Ilios; een vertaling en bewerking van Ilias van Homerus. ISBN 90-214-6046-7

## Verfilmingen
- In Search of the Trojan War door de historicus Michael Wood (tv, BBC, 1985). Een beschrijving van een zoektocht door Michael Wood naar de gebeurtenissen zoals Homerus ze in de Ilias beschreef.
- De film Troy (2004): Amerikaanse verfilming van de deze Griekse mythe over de passie tussen de prins van Troje en de koningin van Sparta die leidt tot een verwoestende oorlog.
- De film Helen of Troy (1956): Verfilming van de Griekse mythe over Troje vanuit het beeld van Helena